# Rhipidia (Rhipidia) perarmata
Rhipidia (Rhipidia) perarmata is een tweevleugelige uit de familie steltmuggen (Limoniidae). De soort komt voor in het Neotropisch gebied.